# Ołeksandr Szulhyn
Ołeksandr Jakowycz Szulhyn, ukr. Олександр Якович Шульгин (ur. 18 lipca?/30 lipca 1889 we wsi Sofyne w guberni połtawskiej), zm. 4 marca 1960 w Paryżu) – ukraiński polityk, działacz społeczny i kulturalno-oświatowy, historyk, premier rządu Ukraińskiej Republiki Ludowej na emigracji.
W 1917 członek Ukraińskiej Centralnej Rady, był sekretarzem spraw międzynarodowych. W 1918 był ambasadorem URL w Bułgarii.
W latach 1923–1927 na emigracji w Pradze, był profesorem Wolnego Uniwersytetu Ukraińskiego i Wyższego Instytutu Pedagogicznego im. M. Drahomanowa. Od 1927 mieszkał w Paryżu, w latach 1940–1941 więziony przez Gestapo.

## Prace
- Політика (1918),
- L’Ukraine, la Russie et les puissances de l’Entente (1918),
- Les problèmes de l’Ukraine (1919),
- Нариси з нової історії Европи (1925),
- L’Ukraine et le cauchemar rouge: les massacres en Ukraine (1927),
- Уваги до розвитку раннього капіталізму (1930),
- Державність чи Гайдамаччина (1931),
- Без території. Ідеологія та чин Уряду УНР на чужині (1934),
- L’Ukraine contre Moscou, 1917 (1935),
- Les origines de l’esprit national moderne et J.-J. Rousseau (1938),
- L’histoire et la vie. Les lois, le hasard, la volonte humaine (1957).